# Wyżyna Wołyńsko-Podolska
Wyżyna Wołyńsko-Podolska (851; ukr. Волинсько-Подільська височина – Wołyńsko-Podilśka wysoczyna) – wyżyna w południowo-zachodniej części Ukrainy, na granicy z Polską. Na wschodzie graniczy z Wyżyną Naddnieprzańską. Wysokość do 471 m (Gołogóry). 
W jej skład wchodzą między innymi Wyżyna Wołyńska i Wyżyna Podolska.
Stanowi nachyloną płytę pokrytą grubą warstwą lessu. Porozcinana dolinami rzek (najgłębsza — jar Dniestru) i wąwozami na garby i grzędy. 
Występują na niej lasy dębowe, stepy łąkowe i ostnicowe. Roślinność naturalna zachowała się zwłaszcza na zboczach jarów. 
Główne miasta leżące na wyżynie to Lwów, Tarnopol i Winnica.